# 制勝之步
《制勝之步》（日语：ものの歩）是日本漫畫家池澤春人以日本將棋為主題的少年漫畫作品，於《週刊少年Jump》2015年42號開始連載。

## 故事簡介
高一新生高良信步踏入將棋界，提升實力的故事。

## 登場人物
高良信步
千賀高中一年級，因原宿舍報廢而入住棋音莊。對終局嗅覺超乎常人。

### 棋音莊
離千馱穀站步行十分鐘，離將棋會館很近，租金三萬日圓的4LDK合租房，只接受獎勵會會員，為解決入不敷出而同意高良信步入住。
- 直井泰金

棋音莊房東，曾當過家教，擅長指導，14就歲當上三段棋士的(原)天才棋士，花了十年仍未能成為職業棋士，25歲因不肯繼承家業被逐出家門。
- 縣銀雅

棋音莊莊員，與直井泰金同為三段棋士。
- 櫻井香月

棋音莊莊員,獎勵會會員。
- 彌代桂司

棋音莊莊員,獎勵會會員。
- 風丘水成

棋音莊莊員,獎勵會會員。千賀高中學生。

### 千賀高中將棋部
- 籐川龍膽

千賀高中一年級，籐川原名人的孫子，在籐川杯決賽，因對手百合峰蒼馬棄權而得冠，因等待再次與蒼馬對決而未成為職業棋士。

### 相關人物
- 高良信步的母親　未具名，遺言：要筆直的活下去
- 惠里香　高良信步的繼母
- 百合峰蒼馬

在籐川杯決賽，逆轉勝籐川龍膽之後棄權，不打算成為職業棋士，只打算玩玩而已。

## 出版書籍
| 卷數 | 日文標題 | 集英社       | 集英社                 |
| 卷數 | 日文標題 | 發售日期     | ISBN                   |
| ---- | -------- | ------------ | ---------------------- |
| 1    |          | 2016年1月4日 | ISBN 978-4-08-880587-0 |
| 2    |          | 2016年3月4日 | ISBN 978-4-08-880633-4 |
| 3    |          | 2016年5月2日 | ISBN 978-4-08-880674-7 |
| 4    |          | 2016年8月4日 | ISBN 978-4-08-880753-9 |
| 5    |          | 2016年9月2日 | ISBN 978-4-08-880811-6 |

## 外部連結
- （日語）週刊少年Jump官方網站 － 制勝之步 （页面存档备份，存于）